# ARM Cortex-A57
Az ARM Cortex-A57 egy mikroarchitektúra, amely az ARM Holdings által tervezett ARMv8-A 64 bites utasításkészletet implementálja. Jelenleg csak az AMD gyártja a Cortex-A57 alapú, a „Seattle” kódnevű szerverprocesszort, a többi gyártó termékei 2015 elején várhatóak. A tervek szerint a gyártók eleinte 28 nm-es technológiával kezdik gyártani a processzort, majd később megjelennek a 22 nm-es technológiával készülő példányok. Az ARMv8-A utasításkészlet teljes mértékben kompatibilis a megelőző 32 bites ARMv7-A utasításkészlettel, így a meglévő programok változtatás nélkül futtathatók rajta, ám lényegesen gyorsabban. A Cortex-A57 egy sorrendtől eltérő (out-of-order) szuperskalár futószalagos architektúra.
A licencelők számára SIP magként (félvezető szellemi tulajdon alapú processzormag) áll rendelkezésre, kialakítása lehetővé teszi egyetlen lapkára való integrálását más SIP magokkal – például GPU, képernyővezérlő, DSP, képfeldolgozó processzor, stb. – együtt, amelyek így egylapkás rendszereket (SoC) alkothatnak.

## Áttekintés
- Futószalagos processzor, mélyen sorrendtől eltérő (out-of-order), spekulatív kibocsátású háromutas szuperskalár végrehajtású futószalaggal
- DSP és NEON SIMD kiterjesztések kötelezőek magonként
- VFPv4 lebegőpontos egység a lapkán (magonként)
- Hardveres virtualizáció támogatása
- A Thumb-2 utasításkészlet-kódolás csökkenti a 32 bites programok méretét és kis mértékben a teljesítményt[4]
- TrustZone biztonsági kiterjesztések
- Program Trace Macrocell és CoreSight Design Kit az utasításvégrehajtás beavatkozásmentes nyomkövetéséhez
- 32 KiB adat + 48 KiB utasítás első szintű gyorsítótár magonként
- Integrált alacsony késleltetésű 2. szintű gyorsítótár-vezérlő, max. 2 MiB klaszterenként

## Csipek
2014 januárjában az AMD bejelentette az Opteron A1100 processzorsorozatot. Tagjait szerverekben kívánják felhasználni, az A1100 processzor 4 vagy 8 Cortex-A57 magot tartalmazhat, támogatja max. 128 GiB DDR3 vagy DDR4 RAM, egy 8 sávos PCIe vezérlő, 8 SATA (6 Gbit/s) port, és két 10GigE port használatát.
2014 júniusában, a T-Platforms a Rostec és Rosnano cégekkel együttműködésben, bejelentette az orosz gyártmányú „Bajkál” processzorcsaládot, amelynek tagjai 64 bites Cortex-A57 kialakítások és 2 GHz körüli órajelen futnak majd. Az első, nyolcmagos processzorok valamikor 2015-ben készülnek el, a 16 magos processzorok 2016-ban várhatók.

## Fordítás
Ez a szócikk részben vagy egészben  az   ARM Cortex-A57 című angol Wikipédia-szócikk ezen változatának fordításán alapul.  Az eredeti cikk szerkesztőit annak laptörténete sorolja fel. Ez a jelzés csupán a megfogalmazás eredetét és a szerzői jogokat jelzi, nem szolgál a cikkben szereplő információk forrásmegjelöléseként.